# Torre di Monte Saracino
La Torre di Monte Saracino (anticamente di Montesarracino) era una torre di avvistamento situata nell'attuale comune di Mattinata a circa sei chilometri da Manfredonia.

## Storia
Venne costruita nel 1569 ed era la seconda torre costiera appartenente al territorio della Capitanata. Aveva una porta di accesso sul fronte mare anziché sul retro come le altre della zona. Alcune notizie sulla sua costruzione e sullo stato di conservazione sono riportate in un manoscritto redatto da tale Carlo Gambacorta in una ispezione compiuta su mandato delle autorità del luogo. In esso si dice:
(Carlo Gambacorta)
Nella relazione del 1685 si dice che "necesserebbe di farsi tutta".